# SZTE Juhász Gyula Pedagógusképző Kar
A Szegedi Tudományegyetem Juhász Gyula Pedagógusképző Kara (SZTE JGYPK) az egyetem tanító- és pedagógusképző intézménye.

## Történet
A polgári leány- és fiúiskolák számára 1873-tól képeztek tanárokat Budapesten az akkori tanítónő- és tanítóképző intézetekben. A kezdetben kétéves képzés ideje és színvonala fokozatosan nőtt, így 1918-ban már főiskolai rangot kaptak a tanárképzők. 1928-ban került Szegedre a tanárképzés Klebelsberg Kuno kultuszminiszter reformjainak köszönhetően. E reformok keretében egységesítette a polgári iskolai tanárképzést, képzési idejét 4 évre emelte, s összekapcsolta az egyetemi képzéssel. A gyakorlati képzés céljára gyakorló polgári iskolát hozott létre.
1948-ban a polgári iskolák megszűnésével a polgári iskolai tanárképzés is befejeződött, s az intézmény pedagógiai főiskolává vált. A korszakra jellemző oktatáspolitikai törekvéseknek megfelelően a negyvenes és az ötvenes években többször módosították a tanárképzést, végül 1964-re alakult ki az a négyéves, kétszakos képzés, ami évtizedekig folyt a karon. Az intézmény 1973-ban, a tanárképzés centenáriuma alkalmából vette fel Juhász Gyula szegedi költő nevét.

## Képzési területek
- andragógia
- ének-zene
- germanisztika – német szakirány
- gyógypedagógia
- képi ábrázolás
- műszaki szakoktató
- óvodapedagógus
- rekreációszervezés és egészségfejlesztés
- romanisztika – román nemzetiségi szakirány
- szlavisztika – szlovák nemzetiségi szakirány
- szociálpedagógia
- tanító
- tanító – német nemzetiségi szakirány
- tanító – román nemzetiségi szakirány
- tanító – szlovák nemzetiségi szakirány
- társadalmi tanulmányok
- testnevelő – edző

#### Felsőfokú szakképzések
- általános rendszergazda
- csecsemő- és kisgyermeknevelő-gondozó
- energetikai mérnökasszisztens
- gazdálkodási menedzserasszisztens
- gazdasági idegen nyelvű menedzser
- hálózati informatikus
- hulladékgazdálkodási technológus
- idegenforgalmi szakmenedzser
- idegennyelvi kommunikátor
- ifjúságsegítő
- informatikai statisztikus és gazdasági tervező
- intézményi kommunikátor
- képzési szakasszisztens
- közösségi-civil szervező
- külgazdasági üzletkötő
- médiatechnológus asszisztens
- mezőgazdasági menedzserasszisztens
- moderátor
- műszaki informatikai mérnökasszisztens
- sajtótechnikus
- sportkommunikátor
- televízióműsor gyártó szakasszisztens
- titkárságvezető
- vendéglátói szakmenedzser
- villamosmérnök-asszisztens
- web-programozó

## Publikációk
- A Juhász Gyula Tanárképző Főiskola tudományos közleményei (1973-1981)